# Constante fundamental
Em Física, uma constante fundamental é, no sentido restrito do termo, uma constante física independente do sistema de unidades, sendo assim um número sem dimensão. Isso faz destas constantes físicas as únicas constantes estritamente universais (ainda que às vezes se aplica o termo constante fundamental a constantes físicas que não são estritamente universais e dependem do tipo de sistema de unidades escolhidas). No entanto, o termo também pode ser usado (por exemplo, pelo NIST) para se referir a qualquer constante física universal com dimensão, como a Constante gravitacional.
Os físicos tentam tornar suas teorias mais simples e mais elegantes reduzindo o número de constantes físicas que aparecem nas fórmulas matemáticas de suas teorias. Isso é obtido ao se definirem as unidades de medida de tal forma que várias das constantes físicas mais comuns, como a velocidade da luz, sejam normalizadas à unidade. O sistema de unidades resultante, conhecido como unidades naturais, tem um uso frequente na literatura de Física avançada porque ele simplifica muitas equações de maneira considerável.
Algumas constantes físicas, no entanto, são números adimensionais que não podem ser eliminados desta maneira. Seus valores devem ser obtidos experimentalmente. Por exemplo, de acordo com Michio Kaku (1994: 124-27), o modelo padrão da Física contém "no mínimo 19 constantes arbitrárias sem dimensão que descrevem as massas de partículas e a intensidade de várias interações". Mais recentemente, John Baez (2002) estimou que 26 constantes arbitrárias são necessárias, incluindo:
- Massas de partículas fundamentais
- Constante de estrutura fina
- Constante de acoplamento forte
- Os parâmetros da matriz CKM e da matriz Maki-Nakagawa-Sakata
- A constante cosmológica da equação de campo de Einstein da relatividade geral.

Em seu livro Just Six Numbers, Martin Rees considera os seguintes números:
- Nu: razão entre a força eletrofraca e a força gravitacional (também conhecida como constante gravitacional de acoplamento);
- Epsilon: relacionada à força forte;
- Omega: o número de elétrons e prótons do universo;
- Lambda: constante cosmológica;
- Q: razão das energias fundamentais;
- Delta: número de dimensões espaciais.

Essas constantes restringem toda teoria física fundamental plausível, que deve ser capaz ou de produzir tais valores da matemática básica, ou aceitar essas constantes como arbitrárias. Surge então a questão: quantas dessas constantes surgem da matemática pura e quantas representam graus de liberdade para as diversas possíveis teorias físicas válidas, das quais poucas podem ser válidas em nosso universo? Isso leva a um número interessante de possibilidades, incluindo a possibilidade de universos múltiplos com diferentes valores para essas constantes, e a relação dessas teorias com o modelo do princípio antrópico. 
Algum estudo das constantes fundamentais beirou a numerologia. Por exemplo, o físico Arthur Eddington argumentou que, por diversas razões matemáticas, a constante de estrutura fina tinha que ser exatamente 1/137. Experimentos desde esse dia mostraram que isso não pode ser verdade; essa constante vale cerca de 1/137,036.
O matemático Simon Plouffe realizou uma busca extensiva de fórmulas matemáticas em bancos de dados de computadores, procurando por fórmulas dando as razões de massa das partículas fundamentais.
A busca de evidências comprovando ou não se as constantes fundamentais do universo variam com o tempo é atualmente uma importante área de pesquisa no mundo acadêmico. O fato é que se algumas constantes fundamentais tivessem um valor ligeiramente diferente do que hoje têm, a vida tal como a conhecemos na Terra não teria sido possível.